# بژاک
بژاک (به لاتین: Bozhak) یک منطقهٔ مسکونی در بلغارستان است که در شهرستان کاردژالی واقع شده‌است.